# Агамурадов, Ахмед Тачмурадович
Ахмед Тачмурадович Агамурадов (туркм. Ahmet Täçmyradowiç Agamyradow; род. 14 июня 1979, Ашхабад) — туркменский футболист, главный тренер олимпийской сборной Туркменистана по футболу. Сын туркменского тренера — Тачмурада Агамурадова.

## Клубная карьера
С 1994—1995 выступал за дубль состав клуба «Ниса», с 1995—1996 года за дублирующий состав ФК «Копетдага».
В 1996—1999 играл за ФК «Дагдан», 1999—2000 за ФК «Копетдаг». Последним клубом был любительский футбольный клуб «Мелик», в составе которого он играл в 2004—2008 годах.
В 1999 году вызывался в молодёжную сборную Туркменистана.

## Тренерская карьера
С 2006 по 2016 год работал тренером в спортивной школе футбола города Ашхабада, периодически переходя на должность главного тренера в командах высшей лиги чемпионата Туркменистана. С 2009 года является генеральным директором футбольного клуба «Алтын тач», который был им основан.
В 2011—2013 годах тренировал юношескую сборную Туркменистана. В 2014—2016 годах тренировал молодёжной сборной Туркменистана. Под его руководством сборная Туркменистана вошла в четвёрку лучших команд турнира на Кубке Содружества 2015 года.
С 2015 по 2016 год был главным тренером футбольного клуба «Хазына», который один раз участвовал в Высшей лиги чемпионата Туркменистана. В чемпионате Туркменистана по футболу 2015 занял 7 место из 10 команд. 
В 2016—2017 годах возглавлял столичный футбольный клуб «Ашхабад». В июне 2021 года Олимпийской сборная Туркменистана до 23 лет под руководством Ахмед Агамурадова в первые в истории страны отобралась в финальную часть Чемпионата Азии до 23 лет.